# Josha Stradowski
Josha Stradowski (Rotterdam, 1995) is een Nederlands acteur.
Hij begon als kind met acteren in musicals als The Sound of Music en Ciske de Rat. In 2011/2012 vertolkte hij de rol van Pascal Roozen in de jeugdserie SpangaS. Daarna speelde hij onder andere de (hoofd-)rol van Joris in de tv-film Gewoon Vrienden. Deze film won in 2018 een aantal internationale prijzen. Hijzelf kreeg op het OUT at the Movies Int'l LGBT Film Festival de prijs voor de beste acteur.
In 2020 was Stradowski te zien als Rutger de Man, een van de hoofdrollen in de EO-serie Hoogvliegers over een aantal jonge mensen in opleiding tot vlieger bij de Koninklijke Luchtmacht. In de Amerikaanse tv-serie The Wheel of Time, gebaseerd op de Het Rad des Tijds-boeken van Robert Jordan, speelde hij de rol van Rhand Altor.
Stradowski is afgestudeerd aan de Amsterdamse Hogeschool voor de Kunsten. Op het toneel heeft hij onder andere gewerkt bij Toneelgroep Oostpool en Toneelgroep Amsterdam.